# Buplèvre à feuilles rondes
Bupleurum rotundifolium
Espèce
Statut de conservation UICN

 NT  : Quasi menacé
Le Buplèvre à feuilles rondes (Bupleurum rotundifolium) est une espèce de plantes à fleur de la famille des Apiaceae. C'est une plante herbacée annuelle trouvée en Afrique du Nord (Maroc, Algérie), en Europe (sud, centre et est) et en Asie (Turquie, Iran, Turkménistan et Kirghizistan).

## Description
Il mesure de 20 à 60 cm, il est glauque ou d'un vert grisâtre.
Les feuilles sont indivises et à bord entier, de forme ovale-suborbiculaire :
- les supérieures à nervation radiale, sont perfoliées ;
- les inférieures sont embrassantes.
Ses petites ombelles de 5 à 8 rayons sans involucre, sont caractérisées par des bractéoles vert-jaune devenant blanchâtres à la fructification qui dépassent les ombellules de fleurs jaunes.
Les fruits à côtes saillantes mesurent de 3 à 4 mm.
C'est une plante adventice des terrains cultivés et des friches.

## Liste des sous-espèces et variétés
Selon Tropicos (1 mai 2014) (Attention liste brute contenant possiblement des synonymes) :
- Bupleurum rotundifolium subsp. intermedium (Loisel.) DC.
- Bupleurum rotundifolium var. alpinum Lapeyr.
- Bupleurum rotundifolium var. intermedium Loisel.
- Bupleurum rotundifolium var. minus Brot.
- Bupleurum rotundifolium var. subovatum (Link ex Spreng.) Fiori & Paol.

## Statuts de protection, menaces
L'espèce n'est pas encore évaluée à l'échelle mondiale et européenne par l'UICN. En France, elle est classée comme quasi menacée (NT), proche du seuil des espèces menacées ou qui pourraient l'être si des mesures de conservation spécifiques n'étaient pas prises.
Elle est considérée comme étant disparue en Nord-Pas-de-Calais, Picardie, Île de France, Franche-Comté, Haute-Normandie ; en danger-critique (CR) en régions Centre, Champagne-Ardennes, Aquitaine, Poitou-Charentes, Lorraine, Limousin, Pays de la Loire et Alsace ; en danger (EN) en Bourgogne, Rhône-Alpes et Auvergne ; comme vulnérable (VU) en Alsace ;  quasi menacée en Midi-Pyrénées.